# Mistrzostwa Europy w Wioślarstwie 2007 – dwójka bez sternika kobiet
Dwójka bez sternika kobiet (W2-) – konkurencja rozgrywana podczas Mistrzostw Europy w Wioślarstwie 2007 w Poznaniu między 21 a 23 września.

## Harmonogram konkurencji
| Wydarzenie                  | Runda      |
| --------------------------- | ---------- |
| Piątek, 21 września 2007    | Eliminacje |
| Sobota, 22 września 2007    | Repasaże   |
| Niedziela, 23 września 2007 | Finał B    |
| Niedziela, 23 września 2007 | Finał A    |

## Medaliści
| Złoto                               | Srebro                                           | Brąz                                        |
| Niemcy · Lenka Wech · Maren Derlien | Rosja · Wiera Poczitajewa · Alewtina Podwiazkina | Rumunia · Adelina Cojocariu · Nicoleta Albu |

## Wyniki

### Eliminacje
Reguła kwalifikacji: 1 → FA, 2.. → R

#### Eliminacje 1
| Miejsce | Zawodnik                                | Kraj   | Czas    | Uwagi |
| ------- | --------------------------------------- | ------ | ------- | ----- |
| 1       | Lenka Wech Maren Derlien                | Niemcy | 7:22,74 | FA    |
| 2       | Wiera Poczitajewa Alewtina Podwiazkina  | Rosja  | 7:38,93 | R     |
| 3       | Magdalena Korczak Anna Jankowska        | Polska | 7:48,25 | R     |
| 4       | Gabrielė Albertavičiūtė Vaida Arbočiūtė | Litwa  | 7:51,14 | R     |

#### Eliminacje 2
| Miejsce | Zawodnik                         | Kraj     | Czas    | Uwagi |
| ------- | -------------------------------- | -------- | ------- | ----- |
| 1       | Adelina Cojocariu Nicoleta Albu  | Rumunia  | 7:37,17 | FA    |
| 2       | Joannie Laffez Elodie Rubaud     | Francja  | 7:44,35 | R     |
| 3       | Kristina Bonczewa Iskra Angełowa | Bułgaria | 7:50,61 | R     |

### Repasaże
Reguła kwalifikacji: 1-4 → FA
| Miejsce | Zawodnik                                | Kraj     | Czas    | Uwagi |
| ------- | --------------------------------------- | -------- | ------- | ----- |
| 1       | Wiera Poczitajewa Alewtina Podwiazkina  | Rosja    | 7:38,70 | FA    |
| 2       | Magdalena Korczak Anna Jankowska        | Polska   | 7:41,44 | FA    |
| 3       | Joannie Laffez Elodie Rubaud            | Francja  | 7:41,52 | FA    |
| 4       | Gabrielė Albertavičiūtė Vaida Arbočiūtė | Litwa    | 7:44,21 | FA    |
| 5       | Kristina Bonczewa Iskra Angełowa        | Bułgaria | 7:46,00 | FB    |

### Finał B
| Miejsce | Zawodnik                         | Kraj     | Czas | Uwagi |
| ------- | -------------------------------- | -------- | ---- | ----- |
| 1       | Kristina Bonczewa Iskra Angełowa | Bułgaria |      |       |

### Finał A
| Miejsce | Zawodnik                                | Kraj    | Czas    | Uwagi |
| ------- | --------------------------------------- | ------- | ------- | ----- |
|         | Lenka Wech Maren Derlien                | Niemcy  | 7:18,00 |       |
|         | Wiera Poczitajewa Alewtina Podwiazkina  | Rosja   | 7:30,90 |       |
|         | Adelina Cojocariu Nicoleta Albu         | Rumunia | 7:34,60 |       |
| 4       | Joannie Laffez Elodie Rubaud            | Francja | 7:46,75 |       |
| 5       | Magdalena Korczak Anna Jankowska        | Polska  | 7:47,89 |       |
| 6       | Gabrielė Albertavičiūtė Vaida Arbočiūtė | Litwa   | 7:49,33 |       |